# Esquadra 103
A Esquadra 103 "Caracóis" é uma esquadra da Força Aérea Portuguesa. A sua missão consiste em ministrar instrução avançada de pilotagem e conversão operacional para aviões de combate. Esta esquadra operou todos os aviões Dassault-Dornier Alpha-Jet da FAP, que foram retirados de serviço em 2018.